# Denny Island Aerodrome
Denny Island Aerodrome (engelska: Bella Bella (Denny Island) Airport) är en flygplats i Kanada.   Den ligger i Central Coast Regional District och provinsen British Columbia, i den sydvästra delen av landet, 3 800 km väster om huvudstaden Ottawa. Denny Island Aerodrome ligger 53 meter över havet. Den ligger på ön Denny Island.
Terrängen runt Denny Island Aerodrome är kuperad åt nordost, men åt sydväst är den platt. Havet är nära Denny Island Aerodrome åt nordväst.Trakten runt Denny Island Aerodrome är nära nog obefolkad, med mindre än två invånare per kvadratkilometer.. Närmaste större samhälle är Bella Bella, 6,4 km väster om Denny Island Aerodrome. 
I omgivningarna runt Denny Island Aerodrome växer i huvudsak barrskog.